# 潘元和
潘元和（1548年—？），字節甫，直隸松江府華亭縣人，民籍，明朝政治人物。

## 生平
萬曆元年（1573年）癸酉科應天府鄉試第十一名，萬曆五年（1577年）丁丑科會試第四十名，登三甲第八十七名進士。授浙江海宁县知县，歷官至湖廣黄州府、江西瑞州府知府。

## 家族
曾祖潘衡；祖父潘員俊；父潘子秀。母張氏；生母唐氏。